# Стенчилова
Стенчилова (рум. Stăncilova) — село у повіті Караш-Северін в Румунії. Входить до складу комуни Шопоту-Ноу.
Село розташоване на відстані 341 км на захід від Бухареста, 54 км на південь від Решиці, 114 км на південний схід від Тімішоари.

## Населення
За даними перепису населення 2002 року у селі проживали 402 особи, усі — румуни. Рідною мовою 401 особа (99,8%) назвала румунську.